# ميلانو-تورينو 2015
ميلانو-تورينو 2015 (بالإنجليزية: 2015 Milano–Torino)‏ هو سباق دراجات هوائية أقيم بتاريخ أكتوبر 1، تكون السباق من 1 مراحل وامتدّ لمسافة 186 كم بسرعة 11.6 كم/س، استغرق السباق 4 ساعة 27 دقيقة 51 ثانية.